# مایل سترجاوسکی
مایل سترجاوسکی (مقدونی: Миле Стерјовски؛ زادهٔ ۲۷ مهٔ ۱۹۷۹) یک بازیکن فوتبال اهل استرالیا است.
وی همچنین در تیم ملی فوتبال استرالیا بازی کرده‌است.